# Andrés Campos
Andrés Ignacio Campos González (Santiago, 15 de septiembre de 1996) es un boxeador profesional chileno.

## Carrera deportiva

### Primeros pasos
Campos hizo su debut profesional contra Guillermo Dejeas el 10 de agosto de 2018. Ganó la pelea por decisión unánime, con puntajes de 40–35, 39–37 y 40–35. Luego, Campos venció a Luis Gonzalo Sucasaca Pari por decisión unánime el 19 de octubre de 2018, a Marcos Emilio Villafañe por decisión unánime, el 25 de enero de 2019 y Claudio Lavinanza por decisión dividida el 30 de marzo de 2019.
Campos se enfrentó a Agustín Francisco David Leiton el 5 de julio de 2019. Ganó la pelea por nocaut técnico en el segundo asalto. Fue la primera victoria por nocaut de su carrera profesional.
Campos se enfrentó a Ramón Velásquez el 5 de julio de 2019, en el Alto San Francisco de Santiago de Chile, en lo que fue su primera pelea a diez asaltos. Sin embargo, solo necesitó seis asaltos, ya que Velásquez optó por retirarse de la pelea antes del séptimo asalto.
Campos se enfrentó a Ritesh Gaunder el 23 de noviembre de 2019, en el Seagulls Rugby League Club en Tweed Heads, Australia, en su primera pelea profesional fuera de Chile. Ganó la pelea de seis asaltos por decisión unánime, y los tres jueces le otorgaron cada uno de los asaltos.

### Campeón secundario
Campos se enfrentó a Jesús Martínez por el título vacante de peso mosca de Fedebol de la AMB el 21 de diciembre de 2019, en el Gimnasio Municipal de Lo Barnechea. Campos ganó la pelea de nueve asaltos por decisión unánime, con puntajes de 881/2-841/2, 89-93 y 88-831/2.
Campos hizo la primera defensa de su título secundario ante el invicto Pedro Villegas el 14 de marzo de 2020, en el Gimnasio Club México de Santiago de Chile. Además de ser la primera defensa del título de Campos, el título vacante de peso mosca latino de la OMB también estaba en juego. Campos ganó la pelea por decisión unánime, con puntajes de 98–91, 97–92 y 95–94. Anotó la única caída de la pelea en el sexto asalto, derribando a Villegas con dos golpes al cuerpo consecutivos.
Después de capturar sus dos primeros títulos profesionales, Campos peleó una revancha con Ramón Velásquez el 12 de marzo de 2021, en el Gimnasio Municipal de Lo Barnechea, en un recinto vacío, debido a las restricciones impuestas para combatir la pandemia del COVID-19. Campos ganó la pelea por decisión unánime, y los tres jueces anotaron la pelea 98–91 a su favor. A Velásquez se le descontó un punto en el noveno asalto por un cabezazo. Tras esta victoria, la OMB clasificó a Campos como el sexto mejor peso mosca del mundo. Era la primera vez que un grupo importante del campeonato mundial lo clasificaba entre los diez primeros.
Campos hizo la segunda defensa de su título secundario de la AMB y la primera defensa de su título secundario de la OMB contra Sebastián Gómez Sánchez el 4 de diciembre de 2021, en el Estadio Municipal de Lo Barnechea. Ganó la pelea por decisión unánime, con puntajes de 97–92, 98–91 y 100–89. Expresó su deseo de pelear contra el actual campeón de peso mosca de la OMB, Junto Nakatani, en su entrevista posterior a la pelea, y dijo: "Espero que el próximo año esté peleando por el título mundial. Estamos a un paso".
Campos se enfrentó a Javier Martínez el 27 de febrero de 2022, en el evento estelar de una cartelera Knockout de ESPN, que se llevó a cabo en el Hotel y Eventos Las Clavelinas de Ingeniero Maschwitz, Argentina. Ganó la pelea por nocaut en el cuarto asalto, deteniendo a Martínez con un gancho de izquierda al cuerpo en el minuto 1:26. Con ello, Campos se convirtió en el primer peleador de Chile en ganar una pelea profesional en Argentina.
Campos fue agendado para hacer su segunda defensa del título de peso mosca latino de la OMB contra el ex campeón mundial interino peso mínimo de la AMB Jesús Silvestre el 11 de junio de 2022, en el Gimnasio Municipal de Lo Barnechea, ganando la pelea por decisión unánime con puntajes de 100–90, 99–91 y 96–94.
Campos hizo su tercera defensa del título latino de la OMB contra Gilberto Pedroza el 14 de agosto de 2022. Retuvo el título por decisión unánime, con puntajes de 97–92, 97–92 y 96–93. A Pedroza le descontaron un punto por dar un cabezazo en el octavo asalto. Su manager, Toni Tolj, declaró en la conferencia de prensa posterior a la pelea: "El plan es obtener otra defensa del título antes de fin de año. Andrés, yo y (el promotor) Nicolás (Martínez) nos dirigiremos a la Convención de la OMB en Puerto Rico en octubre para terminar el 2022 con estilo con otro paso adelante en la competencia".
Campos desafió al campeón de peso mosca de la FIB, Sunny Edwards, el 10 de junio de 2023, en la cartelera de un evento transmitido por DAZN, en el Wembley Arena en Londres. Perdió la pelea por decisión unánime, y los tres oficiales de primera fila anotaron la pelea 117-111 para Edwards.